# Barre de progression

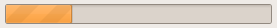
Une barre de progression sous Ubuntu.

Une barre de progression (ou barre de chargement) est un composant de base des interfaces graphiques qui permettent d'indiquer à l'utilisateur l'état d'avancement d'un travail qu'est en train d'effectuer l'ordinateur. Au début la barre est complètement vide, puis elle se remplit au fur et à mesure de l'avancement de la tâche pour finir complètement remplie lorsque le travail est terminé.
En plus de la représentation graphique, l'avancement est souvent également indiqué à l'aide d'un pourcentage. On retrouve ces barres de progression par exemple pendant les transferts de fichiers comme les téléchargements sur internet ou les copies de fichiers volumineux d'un support de données à un autre. On les retrouve aussi dans les jeux vidéo pendant les phases de chargement avant de pouvoir commencer à jouer, dans ces cas-là elles sont plutôt appelés barre de chargement. Les développeurs font en général un effort particulier pour qu'elles soient originales. En revanche dans les jeux vidéo, il n'est pas rare de n'avoir aucun pourcentage affiché.
Lorsqu'il est impossible de connaître l'état d'avancement d'un travail (par exemple, un processus de téléchargement d'un fichier qui ne connaît pas encore sa taille totale), la barre de progression s'adapte à cette situation. Par exemple avec le bureau GNOME, on voit un curseur faire plusieurs aller-retour dans la barre de progression (à l'instar de la lumière rouge que l'on peut voir sur la voiture noire de la série K2000). Autre exemple, au démarrage de Windows XP, le curseur fait plusieurs passages de gauche à droite dans la barre de chargement.

## Mode texte
Dans certains terminaux en mode texte, il existe des barres de progressions constituées de caractères
Par exemple :
| > please wait connection > [=>--------] [20 %] |

## Le compteur d'exhaustivité
"Le compteur d’exhaustivité[Quoi ?] est principalement utilisé dans le but d’amener les utilisateurs à ajouter de l’information ou à effectuer des actions". On retrouve de nombreux exemples, comme Linkedin ou Groupon.